# Belippo milloti
Belippo milloti là một loài nhện trong họ Salticidae.
Loài này thuộc chi Belippo. Belippo milloti được Roger de Lessert miêu tả năm 1942.